# Familie Superschlau
Die Familie Superschlau ist eine deutsch-französische Zeichentrickserie, die zuletzt als Wiederholung auf dem Kinderkanal (KI.KA) ausgestrahlt wird.
Die 130 Teile der Sendung wurden zuerst in den Jahren 1996 bis 1999 im Tigerenten Club des Fernsehsenders Das Erste präsentiert. Bei Familie Superschlau führte Bruno Bianchi Regie, das Drehbuch stammte von Michael Medlock und Marine Locatelli.

## Inhalt
Die Kindersendung erzählt durch ihre Protagonisten, den Mitgliedern und Freunden der Familie Superschlau (Papa, Mama Vanilla, Victor, Kwik, Kwak etc.), über alltägliche Dinge, beispielsweise, was im Körper passiert oder warum es die vier Jahreszeiten gibt.
Familie Superschlau ist eine wissensreiche Sendung für kleinere Kinder. Durch die Episodenlänge von nur rund fünf Minuten erfordert sie nur eine kurze Aufmerksamkeitsphase.
Im Ausland werden die Folgen meistens in einer etwa 30-minütigen Sendung ausgestrahlt, die fünf verschiedene Beiträgen beinhaltet. Am Ende einer solchen Folge wird diese durch einen Dialog zwischen dem Vater Max und dem Baby Victor zusammengefasst, die nach dem folgenden Muster aufgebaut ist:
Papa: Na Victor, was hast du heute gelernt?

Victor: Eine ganze Menge. (Es folgt eine Zusammenfassung der Erklärungen.)

Papa: Sieht aus, als hast du deinen Tag sinnvoll genutzt.

Victor: Ja, aber ich habe noch so viele Fragen übrig!

## Episodenübersicht
1. Bitte recht freundlich!
2. Gefährliche Mission
3. Sonne, Sterne und Planeten
4. Heiß wie ein Vulkan
5. Meine Streifen, deine Streifen
6. Wünsch dir was
7. Motor gut, alles gut
8. Flieg, Vogel, flieg
9. Total versteinert
10. Ganz der Papa
11. Bitte nicht einschlafen!
12. Von Bienen und Blumen
13. Ein schwebender Zustand
14. Regen bringt Segen
15. Geheimnisvolle Streifenwelt
16. Wenn die Nase juckt
17. Zipp-Zapp
18. Es grünt so schön
19. Gleich donnert's aber
20. Hell leuchten die Sterne
21. Die spinnen, die Spinnen
22. Papa macht Faxen
23. Ohne Schweiß kein Preis
24. Einmal Milchstraße und zurück
25. Tanz auf den Wellen
26. Kleine Gedächtnisübung
27. Der fleißige Kopierer
28. Fleißig wie die Bienen
29. Eiszeit in New York
30. Grüße vom Mars
31. Club der Säugetiere
32. Der Bruchpilot
33. Kleiner Mond ganz groß
34. Schöne Gezeiten
35. Ohren auf und los!
36. Liebe, gute Sonne
37. Hallo, wer spricht?
38. Geschmacksfragen
39. Hoch zu Berge
40. Ausflug zum Riff
41. Schnell wie der Blitz
42. Pfeifen und Zwitschern
43. Eine Scheibe mit Musik
44. Leben über der Erde
45. Schau mal her
46. Windige Angelegenheiten
47. Ein ganz cooler Typ
48. Das zieht einen runter
49. Von jedem etwas
50. Gut geschnurrt, Katze
51. Kleine Vampire
52. Sandkastenspiele
53. Super, die Nova
54. Es geht aufwärts
55. Tasten macht Sinn
56. Unbeständige Aussichten
57. Bunte Blätter im Wind
58. Der Zauberkasten
59. Im Banne der Kometen
60. Guten Appetit!
61. Welt unter Wasser
62. Öfter mal was Neues
63. Ein leuchtendes Beispiel
64. Wie Tag und Nacht
65. Tief Luft holen
66. Total benebelt
67. Der Rettungsflieger
68. Mäuse mit Flügeln
69. Fröhliche Beiß-Zeit
70. Schöne Jahreszeiten
71. Schwarzes Gold
72. Wir tauchen unter
73. Stachelige Kerle
74. Nur ein Kratzer
75. Beobachter im All
76. Alles im Beutel
77. Kurz, heiß, fertig!
78. Ab in die Pilze
79. Immer im Kreis herum
80. Ein ständiger Begleiter
81. Lawinengefahr
82. Das tägliche Energiepaket
83. Leuchtende Fische
84. Ein heißer Kampf
85. Eine saubere Sache
86. Das Doppelleben der Frösche
87. Fix und fest
88. Die kleinen Baumeister
89. Der reinste Schwindel
90. Tiefe Einblicke
91. Heiße Wolken
92. Ganz schön geladen
93. Für Nachwuchs ist gesorgt
94. Eine haarige Geschichte
95. Ein Loch mit Saugkraft
96. Die Spur des Eises
97. Kleine Strahlen, große Wirkung
98. Wenn die Erde wackelt
99. Unter Tränen
100. Mal zu heiß, mal zu kalt
101. Schutzschild in Gefahr
102. Abenteuer im Tiefschlaf
103. Eine kleine Milchfabrik
104. Papa will zum Film
105. Sprechübungen
106. Ein Meer aus Sand
107. Er ist der Größte!
108. Die Verwandlung
109. Dieser Hahn kräht nie
110. Der mit den Ringen
111. Edel sei der Stein
112. Endlich erwachsen!
113. Fest verwurzelt, hoch hinaus
114. Der blaue Planet
115. Wege ins Unendliche
116. Alles im Fluss
117. Der Schlüssel zum Ziel
118. Zeit zum Schlafen
119. Bohrer im Kopf
120. Die Mondgesichter
121. Heute so, morgen so
122. In weiter Ferne
123. Stau mit Absichten
124. Lachen ist gesund
125. Tierische Sternbilder
126. Die Farben des Lichts
127. Aus klein mach groß
128. Völlig kaltblütig
129. Muskelspiele
130. Wie alles begann